# 加藤三郎 (新左翼)
加藤 三郎（かとう さぶろう、1948年7月25日 - ）は、岐阜県出身の日本の新左翼の元活動家。東アジア反日武装戦線などの影響を受け1970年代に闘争を実行。インドの神秘家のOsho(バグワン・シュリ・ラジニーシ)に弟子入りし「スワミ・プレム・デバム」となった。

## 来歴

### ベ平連に参加
岐阜県立加茂高校3年生の時、小田実のベ平連参加を呼びかけに触れ、「名古屋ベ平連」に参加。高卒後は、アルバイトをする中で、多くの在日韓国・朝鮮人と知り合い、日本の民族問題に関心を持った。
1969年より美濃加茂市を拠点に4月「みのかもベ平連」。ヴィルヘルム・ライヒの影響を受け、コミューン志向を強めた。

### 思想との出会い
1970年頃から、朴慶植の『朝鮮人強制連行の記録』や太田龍の著書を読んで、「日本帝国主義の悪行」を知り、反日主義思想を培った。

### 活動の開始
坂上田村麻呂の墓や明治天皇の関連施設にペンキで落書き。坂上田村麻呂は「桓武期の蝦夷侵略軍の総大将」、明治天皇は「アイヌモシリを侵略した天皇」という理由であった。

### 連続爆破事件と反日思想からの離脱とラジニーシとの出会い
1977年に神社本庁爆破事件、三井アルミ社長宅爆破事件、平安神宮放火事件、梨木神社爆破事件、東本願寺爆破事件、東急観光爆破事件、東大法文1号館爆破事件などを犯行する。その後も手製爆弾の製造を続けていたが、1978年1月1日、明治神宮で糞尿を飛び散らせるための「糞尿爆弾」の製造に取り掛かっていたところ失敗。東京都板橋区のアパートで爆発事故を起こし部屋と本人は糞尿まみれになり逃亡。警察庁指定被疑者特別指名手配の対象となった。この誤爆事件以降、爆弾闘争は止め潜伏生活をおくった。潜伏中、以前愛読していたライヒの著書を再読していくうちに「反日思想」からの離脱を自覚するに至った。
そしてある書店で『生命の歓喜-バグワン・シュリ・ラジニーシとの対話 ダルシャン日誌』という本が目に入った。この本はインドの神秘家ラジニーシが弟子や訪問者の質問に回答していく宗教書であった。加藤はラジニーシ思想に感化され、遂にラジニーシのサニヤシン（弟子）になることを決意し、「スワミ・プレム・デバム」の瞑想名をもらうことになった。

### その後
1983年5月、逮捕された。逮捕時はラジニーシのペンダントを身に付け合掌するなど、「修行僧」のような身振りをしていた。現住建造物等放火罪等の罪状で起訴された。加藤と弁護人は、平安神宮の放火箇所は「非現住建造物」であり、殺人罪並の量刑である現住建造物等放火罪の適用は不当と主張したが、裁判所はこれを認めず、一・二審とも懲役18年の実刑判決が下った。
1989年7月、最高裁は上告を棄却し刑が確定した。
1988年、論考とエッセイで「思想の科学賞」を受賞。1992年、思想の科学社より著書『意見書』を出版。1992年、東本願寺において、加藤三郎の大師堂爆破の問題提起に応えるため「アイヌと共に民族差別を考える宗教者の会」発足。